# Ceceg járás
Ceceg járás (mongol nyelven: Цэцэг сум) Mongólia Hovd tartományának egyik járása. Területe 3500 km². Népessége kb. 3600 fő.
A tartomány délkeleti részén, hegyek között terül el.
Székhelye Cecegnúr (Цэцэгнуур), mely 218 km-re délkeletre fekszik Hovd tartományi székhelytől.